# Gyarmat (terület)

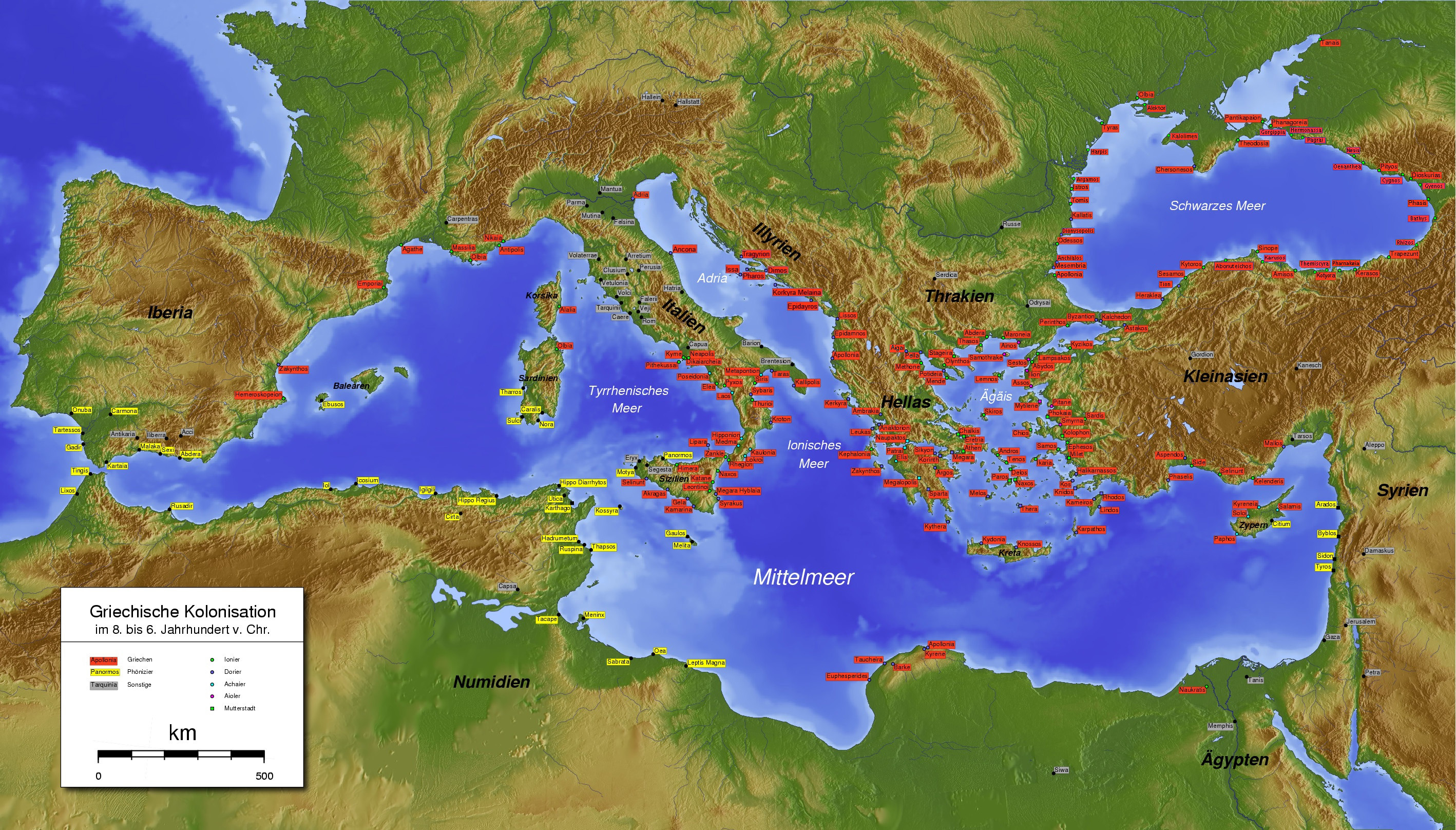
Görög és föníciai gyarmatok az i. e. 8–6. században

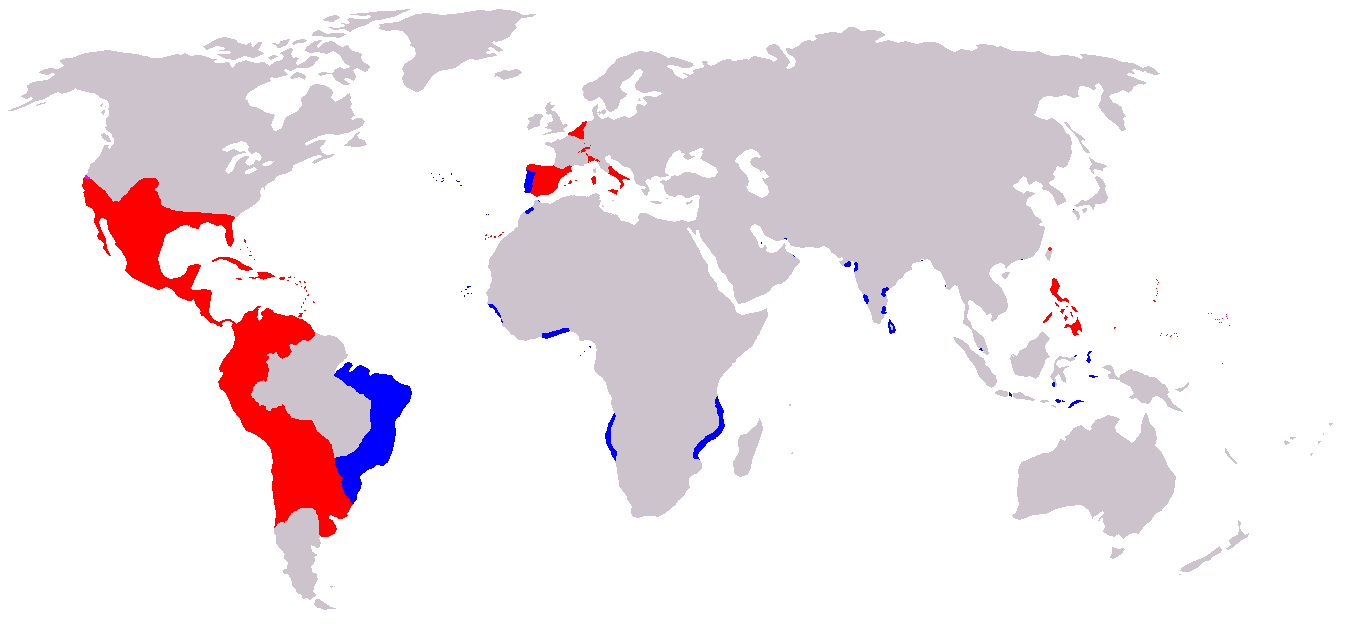
A spanyol (piros) és portugál (kék) birodalom a 16-17. században

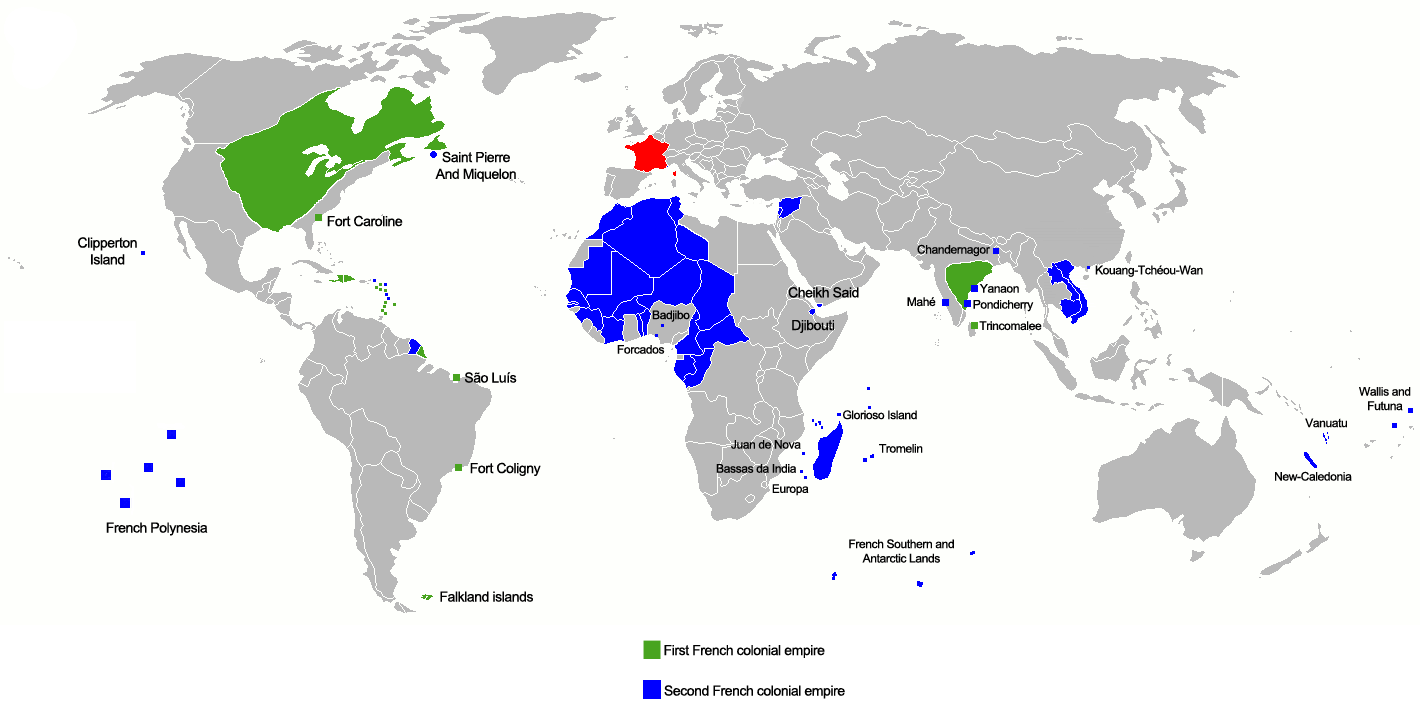
Francia gyarmatok

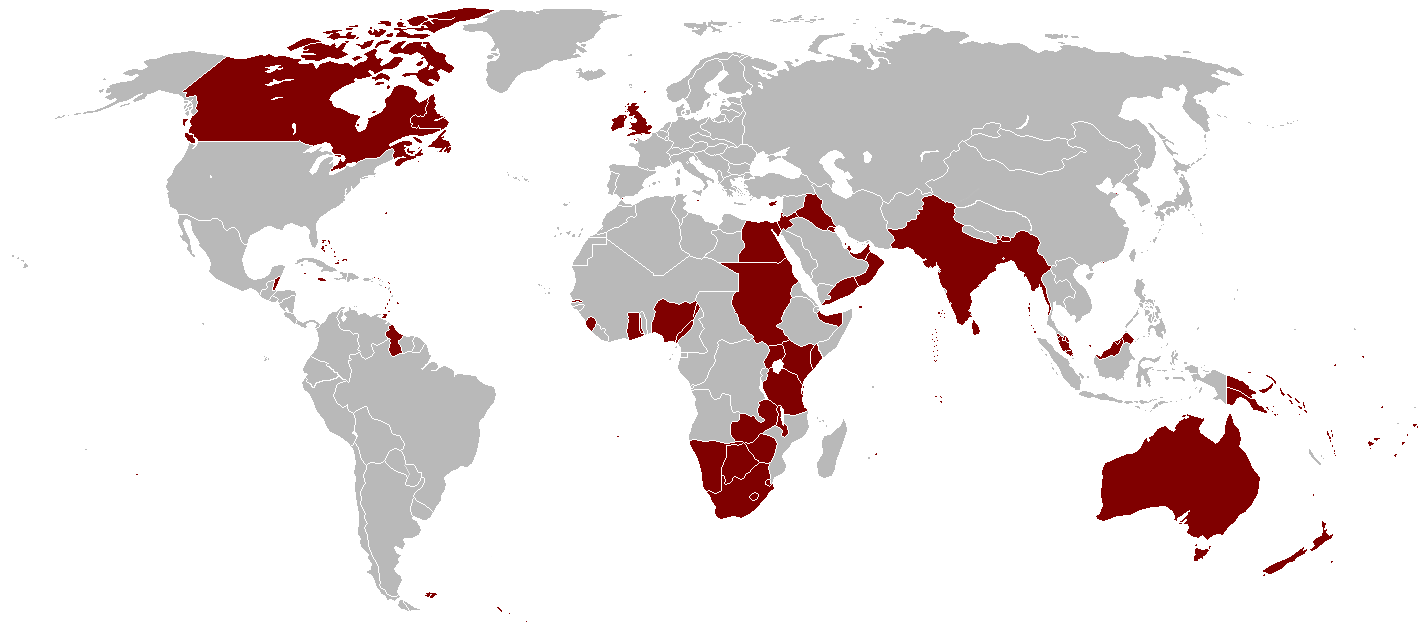
A Brit Birodalom 1921-ben

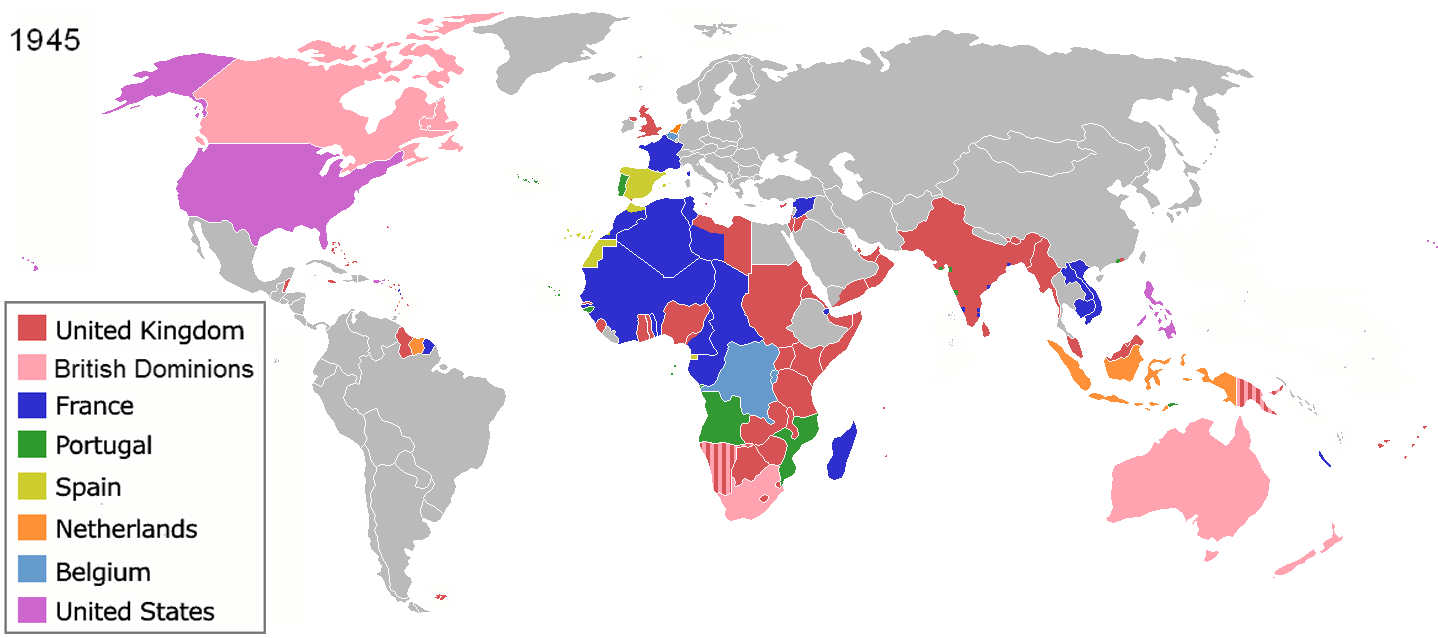
Gyarmatosított területek a világon 1945-ben

A gyarmat szónak a történelemben két fő jelentése van: az egyik az ókorban egyes nagy népek által idegen területen létrehozott település. Az újkorban viszont főleg a nagy tőkés államok által meghódított, függetlenségüktől megfosztott és kizsákmányolt országok neve volt a gyarmat. Az újkori gyarmatok az anyaország közvetlen politikai és katonai uralma, de külön közigazgatása alatt voltak. Egyes gyarmatok meghódításuk előtt önálló országok, mások pedig korábban állami ellenőrzés nélküli területek voltak.

## Etimológiája
A magyar „gyarmat” szó eredetére több elmélet is létezik. Az egyik szerint a honfoglalás kori Gyarmat törzs nevéből ered és a többi magyar törzs nevéhez hasonlóan, a törzseknek a honfoglalás utáni széttelepítése nyomán, helynevekben maradt fenn, mint maga Gyarmat, Balassagyarmat, Fehérgyarmat, Füzesgyarmat, Kaposgyarmat, Rábagyarmat. A törzsnév maga minden bizonnyal ótörök eredetű, de ennek részletei vitatottak. Az egyik feltevés szerint az ótörök jormati szó lehet a forrása, aminek a jelentése „nem nomadizáló, letelepedett” volt. Ilyen módon az eredeti szónak köze lehet mai magyar jelentéséhez, annak ellenére, hogy az egy nyelvújítás kori tévedésen alapul. Ugyanis akkoriban a számos helyen található Gyarmat nevű település nyomán a szónak „kolónia, település” jelentést tulajdonítottak és ezért azt a modern gyarmatok addigi idegen eredetű „kolónia” elnevezése helyett vezették be 1795 körül.
A másik elmélet szerint a gyarmat magyar eredetű szó, eredetileg gyarapítvány értelemben használták. Az újonnan feltört, művelésbe vont területeket nevezték gyarmatnak,  ezért választották a nyelvújítók ezt a szót a kolónia helyett. A két elmélet nem zárja ki egymást, lehetséges, hogy mindkét előzmény hathatott a nyelvújítás során a szó modern jelentésének megalkotására.
A legtöbb nyelvben a gyarmat szó a latin eredetű „kolónia” szóból ered (colere - művelni) és eredetileg az újonnan meghódított, művelés alá vont területekre utalt.

## Jellegzetességei
A gyarmatok más állam uralma alatt álló, de azokkal általában földrajzilag össze nem függő területek voltak. Nem voltak a nemzetközi jog alanyai, területüket általában az úgynevezett anyaország, azaz a gyarmattartó állam területe részének tekintették.
A gyarmatok igazgatásának szervezeti formái a gyarmattartó hatalom közigazgatásától, földrajzi, társadalmi helyzetüktől függően nagy változatosságot mutattak. Az angolok legfontosabb gyarmataikat koronagyarmatoknak nevezték, és ezeket is felosztották telepített és hódított gyarmatokra. A telepes gyarmatok jogállása kezdetben lényegesen kedvezőbb volt a meghódított gyarmatokénál, de a kettő közötti különbség az idők folyamán elmosódott. Az úgynevezett védnökségeknek is két fajtáját különböztették meg, a gyarmati védnökségeket és a védett államokat. Az utóbbiak történelmi múltjukra, korábbi közigazgatásukra tekintettel önállóságuk bizonyos részét megőrizhették. A védnökségek jogi helyzetét elméletileg a bennszülött uralkodók és a brit korona közötti szerződések szabályozták, ezeket azonban nem tekintették igazi nemzetközi szerződéseknek.
A nagyobb gyarmatok közigazgatása sem volt egységes, attól is függött a konkrét rendszer, hogy az adott területen milyen előzményei voltak a helyi közigazgatásnak. A legmagasabb szinten azok a gyarmati területek voltak, amelyeknek helyi végrehajtó tanácsuk mellett törvényhozó testületük is volt, természetesen korlátozott hatáskörrel.

## Története

### Ókor
Az ókorban főleg az asszírok, föníciaiak, görögök, rómaiak létesítettek idegen területeken olyan telepeket, ahová a korabeli gazdasági lehetőségekhez képest viszonylag túlnépesedett hazai területeken élő lakosság egy része elköltözhetett. Közülük is a legszámosabbak és legismertebbek a görög gyarmatok voltak, amelyek laza kapcsolatokat őriztek meg az őket alapító városállamokkal. A római kolóniák nagyrészt a légiók leszerelt katonáinak nyújtottak megművelhető földterületet, megélhetést. Ezek a gyarmatosok, telepesek a központi területek polgáraival azonos jogokat élveztek. A föníciaiak telepei eleinte elsősorban a tengeri kereskedelem céljait szolgálták, a korabeli hajózás támaszpontjai és kereskedelmi telepek voltak. Közülük Karthágó maga is önálló rabszolgatartó állammá vált, amely maga is megkezdte a gyarmatosítást.

### Újkor
Az első európai gyarmatbirodalmat Portugália alakította ki a felfedezések korában. Ezt követően Spanyolország, Anglia (Brit Birodalom), Franciaország, Hollandia és Németország is elkezdte a gyarmatosítást. Európán kívül a legtöbb ország egy gyarmatbirodalom részévé vált.

### A gyarmatok függetlenné válása
A gyarmatok függetlenedési folyamata 1776-ban az amerikai függetlenségi nyilatkozattal vette kezdetét és eltartott egészen az 1970-es évekig. A gyarmatbirodalmak széthullásának az oka a népi felszabadító küzdelmek mellett az is volt, hogy az anyaállamok számára a gyarmati igazgatás fenntartása gyakran drága és felesleges volt. A gazdasági előnyök megszerzése a tőkés vállalatok számára legtöbbször a függetlenné vált államokban is lehetséges maradt a neokolonializmus révén.
Ezért vált lehetségessé az ENSZ 1960. december 14-i határozatának elfogadása, amely szerint a gyarmatosítás az alapvető emberi jogok tagadása, így ellentétben áll az ENSZ Alapokmányával, továbbá a világbéke és a nemzetközi együttműködés akadálya. Ez az ENSZ-határozat meggyorsította a gyarmati rendszer felbomlását, a folyamat befejeződését.

#### Újkori gyarmattartók és jelentősebb gyarmataik
- Belgium: Belga Kongó
- Nagy-Britannia: Brit Birodalom
- Dánia: Grönland , Virgin-szigetek
- Franciaország: Észak-Amerika, Algéria , Marokkó , Francia Nyugat-Afrika , Francia Egyenlítői-Afrika , Madagaszkár , Francia Indokína
- Spanyolország: Új Spanyolország , Peru , Új-granadai Alkirályság , Bolívia, Chile, Paraguay, Argentína, Uruguay, Fülöp-szigetek (a 20. sz.-ban amerikai félgyarmat), Guam, Spanyol-Marokkó, Egyenlítői-Guinea
- Hollandia : Holland Kelet-India , Holland Guyana , Holland Antillák
- Japán: Tajvan , Korea
- Németország: Kamerun , Német Délnyugat-Afrika , Német Kelet-Afrika , Togo
- Portugália: Angola , Brazília , Mozambik , Timor , India egyes részei (Goa, Diu(wd), Damao)(wd), Zöld-foki szigetek
- Oroszország: Alaszka
- Svédország: Új Svédország, Guadeloupe
- Olaszország: Líbia , olasz Szomália , Etiópia , Eritrea

## A gyarmatok fajtái

### Támaszpontok
A nagy földrajzi felfedezések korától alkalmazott gyakorlat, ami összefüggött a korabeli hajózás technikai korlátaival, valamint azzal, hogy a felfedező hajók egyben hadihajók is voltak. A nagy hajózó államok - Portugália, Spanyolország, Hollandia, Anglia, Franciaország – igyekeztek jó természetes kikötők igénybevételével és lefoglalásával biztosítani a további rendszeres hajózás lehetőségét. A hadihajók jelenléte egyben katonai és politikai nyomást is gyakorolt a part menti lakosságra, az ottani államokra (ágyúnaszád-diplomácia). 
A katonai támaszpontok és a kereskedelmi telepek általában egymással szoros együttműködésben jöttek létre, „a kereskedelem követi a zászlót” elv alapján. Békésebb vidékeken a kereskedelmi telepek – amelyek azonban mindig fel voltak fegyverkezve, csakúgy, mint a kereskedelmi hajók is – eleinte önállóan működtek, az állam és a hadiflotta csak később, az elért gazdasági eredmények (erőforrások megszerzése) védelmében kapcsolódott be az adott terület leigázásába. Az ilyen támaszpont-gyarmatok példái voltak a nyugat-afrikai és a mai Indonézia területén létrejött telepek.(Lit.: Jakob, Schulz-Weidner)

### Telepes gyarmatok
A telepes gyarmatok nem a helyi lakosság feletti uralomra épültek, hanem őket, ha egyáltalán éltek az adott területen, elűzték, és az anyaországból kivándoroltak hozták létre a településeket és a gyarmati közigazgatást. A telepes gyarmati gazdaság fejlődése megnövelte a munkaerő iránti igényt, amit az újkori rabszolgaság fellendítésével igyekeztek kielégíteni. 
Az ókori gyarmatok, különösen a görög városállamok által létrehozott gyarmatvárosok tipikus telepes gyarmatok voltak. Az újkorban hasonlóképpen az észak-amerikai, főleg angolszász telepesek által létrehozott tizenhárom gyarmat is telepes gyarmat volt.

### Meghódított területek
A nagy területű gyarmatok általában katonai hódítás révén jöttek létre. A hódítás célja a gazdasági kizsákmányolás mellett a stratégiai előnyök biztosítása is volt a többi gyarmatosító, imperialista hatalommal szemben, az adott állam nemzetközi presztízsének, vezetői hazai népszerűségének növelése. Az ilyen gyarmatok jellegzetessége az anyaország telepeseinek hiánya, a gyarmati tisztviselők, katonák, kereskedők viszonylag csekély számú jelenléte. Ezek az emberek nem telepednek le az európaiak számára általában kedvezőútlen éghajlatú gyarmatokon, hanem szolgálatuk befejezésével hazatérnek és őket mások váltják.
Az ilyen gyarmatok kormányzása az anyaországból történik, az őslakók nem vagy csak nagyon csekély polgárjogokkal rendelkeznek. A gyarmatok gazdasági fejlesztése kizárólag az anyaország, a gyarmattartók érdekeinek megfelelően történik.

### Büntetőgyarmatok
A gyarmatokon belül sajátos szerepe volt Ausztráliának, ami sokáig az Egyesült Királyság fegyenctelepeként működött. Hasonló funkciót töltött be a francia gyarmatok sorában a Francia Guyanához tartozó Ördög-sziget. A cári Orosz Birodalomban a gyarmatokhoz hasonló helyzetben lévő Szibéria is sokáig a politikai vagy köztörvényes okokból száműzöttek kényszerlakhelye is volt.

## Fordítás
- Ez a szócikk részben vagy egészben  a   Kolonie című német Wikipédia-szócikk ezen változatának fordításán alapul.  Az eredeti cikk szerkesztőit annak laptörténete sorolja fel. Ez a jelzés csupán a megfogalmazás eredetét és a szerzői jogokat jelzi, nem szolgál a cikkben szereplő információk forrásmegjelöléseként.